# Giorgio Raimondo Cardona
Giorgio Raimondo Cardona (Roma, 7 gennaio 1943 – Roma, 14 agosto 1988) è stato un glottologo, linguista e traduttore italiano.

## Biografia
Figlio di Giacinto Cardona, si laureò nel 1965 nell'Università degli studi di Roma "la Sapienza", dove nel 1968 divenne assistente di Glottologia.
In seguito ha insegnato glottologia alla Sapienza - Università di Roma  dal 1980 al 1988 come professore ordinario.
Specializzato in lingue del Vicino Oriente, ha studiato problemi di linguistica generale e sociolinguistica, occupandosi in chiave antropologica di storia della scrittura e di etnolinguistica.
Con studi sul campo, in viaggi africani e centroamericani, ha potuto precisare e verificare teorie di relazione tra lingua orale e conoscenza, linguaggio e sistemi di classificazione e tassonomia. Con gli strumenti della linguistica tradizionale e della semiotica uniti a quelli dell'antropologia, ha studiato e insegnato le rappresentazioni del mondo attraverso la lingua, nei suoi valori magici, divinatori o di formazione e conservazione dello status sociale del parlante. È ricordato come uno dei più importanti sociolinguisti ed etnolinguisti italiani, uno studioso di raro acume, nonostante la sua originale, sotto molti aspetti pionieristica, e tuttora fondamentale produzione si sia purtroppo arrestata a soli 45 anni d'età, per la prematura scomparsa.
Ha svolto anche un'importante attività di traduttore, introducendo in Italia opere di studiosi stranieri, oltre ad aver fatto lavori da lessicografo e fonologo. Era anche interessato alla letteratura di viaggio e ha curato un'importante edizione de Il Milione di Marco Polo.

## Opere
- trad. di Neil Postman e Charles Weingartner, La linguistica: una rivoluzione nell'insegnamento, Roma: Armando, 1968
- trad. Desmond Morris, Biologia dell'arte. Studio sul comportamento artistico delle scimmie nei suoi rapporti con l'arte umana, Milano: Bompiani, 1969
- Linguistica generale, Roma: Armando, 1969
- trad. Charles F. Hockett, La linguistica americana contemporanea, Roma-Bari: Laterza, 1970
- trad. Jean Paulus, Linguaggio e funzione simbolica, Roma: Armando, 1971
- trad. Marcel Granet, Il pensiero cinese, Milano: Adelphi, 1971
- cura di Pierre Guiraud, La semiologia, Roma: Armando, 1971
- trad. Paul Garde, Introduzione ad una teoria dell'accento, Roma: Officina, 1972
- trad. William H. Chapman, Introduzione alla fonetica pratica, Roma: Officina, 1972
- trad. David McNeill, L'acquisizione del linguaggio. Introduzione alla psicolinguistica evolutiva, Roma: Armando, 1973
- trad. Hermine Sinclair, Acquisizione del linguaggio e sviluppo del pensiero. Sottosistemi linguistici e operazioni concrete, Roma: Armando, 1973
- La lingua della pubblicità, Ravenna: Longo, 1974
- trad. (con Francesco Antinucci) Leonard Bloomfield, Il linguaggio, Milano: Il Saggiatore, 1974
- trad. Uriel Weinreich, Lingue in contatto, Torino: Boringhieri, 1974
- cura (con Valeria Bertolucci Pizzorusso) di Marco Polo, Il Milione, Milano: Adelphi, 1975 ISBN 88-459-1032-6
- trad. John R. Searle, Atti linguistici. Saggio di filosofia del linguaggio, Torino: Boringhieri, 1976
- Introduzione all'etnolinguistica, Bologna: Il Mulino, 1976; 1980²; 1985³; con introduzione di Marco Mancini, Torino: Utet, 2006 ISBN 88-600-8048-7
- Standard Italian, The Hague: Mouton, 1976
- Messaggi e ambiente (con Fernando Ferrara), Roma: Officina, 1977
- cura di Filippo Pigafetta, Relazione del reame di Congo, Milano: Bompiani, 1978
- cura di Emmon Bach e Robert T. Harms, Gli universali nella teoria linguistica, Torino: Boringhieri, 1978
- trad. Joseph H. Greenberg, Introduzione alla linguistica, Torino: Boringhieri, 1979
- cura di Franz Boas, Introduzione alle lingue indiane d'America, Torino: Boringhieri, 1979
- cura di Roger Brown, La prima lingua, 2 voll. (1. Ruoli semantici e relazioni grammaticali; 2. Morfemi grammaticali e modulazione del significato), Roma: Armando, 1979
- Antropologia della scrittura, Torino: Loescher, 1981 ISBN 88-201-2318-5; con prefazione di Armando Petrucci, Torino: Utet, 2009 ISBN 978-88-600-8271-8
- cura (con Barbara Fiore) di Franz Boas, Arte primitiva, Torino: Boringhieri, 1981
- cura di Larry M. Hyman, Fonologia. Teoria e analisi, Bologna: Il Mulino, 1981
- cura di Antropologia simbolica: categorie culturali e segni linguistici, in La ricerca folklorica: contributi allo studio della cultura delle classi popolari, Brescia: Grafo, 1981
- Nomi propri e nomi di popoli: una prospettiva etnolinguistica, Urbino: Università di Urbino (Centro Internazionale di Semiotica e di Linguistica), 1982
- cura di La scrittura: funzioni e ideologie, in La ricerca folklorica: contributi allo studio della cultura delle classi popolari, Brescia: Grafo, 1982
- La foresta di piume: manuale di etnoscienza, Roma-Bari: Laterza, 1985 ISBN 88-420-2583-6
- I sei lati del mondo. Linguaggio ed esperienza, Roma-Bari: Laterza, 1985 ISBN 88-420-2637-9; Milano: Ladri di stampa, 1999 ISBN 88-488-0068-8
- Storia universale della scrittura, Milano: Mondadori, 1986
- cura di Charta: dal papiro al computer, Milano: Mondadori, 1988
- cura (con Enrico Campanile e Romano Lazzeroni) di Bilinguismo e biculturalismo nel mondo antico, atti del Colloquio interdisciplinare tenuto a Pisa il 28 e 29 settembre 1987, Pisa: Giardini, 1988
- Dizionario di linguistica, Roma: Armando, 1988 ISBN 88-7144-011-0
- cura di La trasmissione del sapere: aspetti linguistici e antropologici, Roma: Bagatto, 1989 ISBN 88-7806-033-X
- I linguaggi del sapere, a cura di Corrado Bologna, prefazione di Alberto Asor Rosa, Roma-Bari: Laterza, 1990 ISBN 88-420-3701-X
- Introduzione alla sociolinguistica, a cura di Glauco Sanga, Torino: Utet, 2009 ISBN 978-88-600-8194-0